# Thomas Goiginger
Thomas Goiginger (sinh 15 tháng 3 năm 1993) là một cầu thủ bóng đá Áo đang thi đấu cho LASK Linz, ở vị trí tiền vệ.

## Sự nghiệp
Goiginger đã từng thi đấu cho Union Vöcklamarkt, TSV Neumarkt và SV Grödig.